# ミッドナイト・ゴスペル
『ミッドナイト・ゴスペル』（原題：The Midnight Gospel）は、Netflixが2020年4月20日に配信したテレビアニメ番組で、Netflixオリジナルシリーズである。 
本作は『アドベンチャー・タイム』の原作者であるペンデルトン・ウォードとコメディアンのダンカン・トラッセルが共同で制作した成人向け作品であり、ウォードにとっては初めてのNetflix向け作品である。
本作は、ウォードがダンカンのポッドキャストインタビュー集『The Duncan Trussell Family Hour』の映像化を考えたことがきっかけで制作されており、キャラクターの会話には実際のポッドキャストの音声が使われている。
物語の内容はトラッセル演じるスペースキャスター（宇宙ポッドキャスター）のクランシーが、シミュレータを通じて様々な理由で滅亡の危機に瀕した並行世界へ赴き、その先でインタビューするというものである。
本作の特徴として、グロテスクでサイケデリックな映像が展開されながらも、映像の内容がキャラクターの会話の内容との関連があいまいである点が挙げられる。たとえば、第1話「王の味」では、クランシーがゾンビのはびこる世界に赴き、薬物依存について話し合うという内容であり、薬物依存の専門家であるドリュー・ピンスキーへのインタビュー回がもとになっている。
これは、ウォードが「終末的な状況に置かれても、人間は終末や人間関係について話すとは限らない」と考えたことに由来する。

## あらすじ
クランシーはさまざまな並行世界に訪れ、そこの住人に面白おかしくインタビューをしていく。

## キャストとキャラクター

### メインキャラクター
クランシー
声 - ダンカン・トラッセル
宇宙版のポッドキャスト、通称スペースキャスターをしている。違法農園を経営中。
フルネームはクランシー・ギルロイ。

### ゲストスター
第1話「王の味」
ドリュー･ピンスキー医師（Drew Pinsky）
第2話「士官とオオカミ」
A・ラモット（Anne Lamott）
第3話「家を持たない狩人」
ダミアン・エコールズ（Damien Echols）
第4話「自らの終わりに惑わされ」
トゥルーディ・グッドマン（Trudy Goodman）
第5話「喜びのせん滅」
ジェイソン・ルーヴ（Jason Louv）
第6話「誇り高きハゲタカ」
デヴィット・ニックターン（David Nichtern）
第7話「月食のカメたち」
ケイトリン・ドーティ（Caitlin Doughty）
第8話「銀のねずみ」
デニーン・フェンディグ（Deneen Fendig）（クランシー、ダンカンの母)

## エピソード
第1話「王の味」
クランシーは、筋肉質な身体（ビーチ・ボディ）のアバターで、ゾンビが蔓延する世界を訪れる。彼は「眼鏡の男」ことその世界の大統領と薬物依存について話し合う。
第2話「士官とオオカミ」
クランシーは、ある世界で鹿とイヌを合わせたような生き物（以下：鹿イヌ）にインタビューをする。2人は工場に運ばれてひき肉にされてもインタビューを続ける。
第3話「家を持たない狩人」
クランシーは地表が水没した世界に赴き、頭が水槽になっている人物と会い、魔術や禅などについてインタビューを行う。
第4話「自らの終わりに惑わされ」
手違いで中世のような世界に来てしまった彼は、恋人を取り戻しに行く女戦士・トゥルーディにインタビューをする。
第5話「喜びのせん滅」
クランシーは刑務所を訪れ囚人にインタビューしようとするが、囚人は実存的恐怖のため舌を切り落としており話せない。そのため代わりに囚人のプシューコポンポス（魂の導者）のようなものである鳥がインタビューに答える。
第6話「誇り高きハゲタカ」
ある日、クランシーのシミュレータが故障し、故障の原因はクランシーが毎日シミュレータに油を塗らなかったことだと告げられる。シミュレータから友人の瞑想マスターに会うことを提案され、半ば強制的に飛ばされインタビューを行う。
第7話「月食のカメたち」
クランシーはふとしたことでバッグの中の異世界に落ちてしまい、デス(死)と出会ったためインタビューをする。
第8話「銀のねずみ」
クランシーは、母親と二人で人間の一生について話す。会話の中でクランシーは子どもから青年、そして老人に変化し、さらには妊娠を経験する。

## 製作

### テーマ
本作は、トラッセルのポッドキャスト全300本のうち、オカルトやスピリチュアル、心の問題や死といった、精神にまつわる事柄を題材とした8本をもとにしている。
また、最終回は、トラッセルの母親とのインタビューをもとにしており、彼女はインタビューの3週間後に死亡している。

## レセプション

### クリティカルレスポンス
| シーズン | シーズン | クリティカルレスポンス | クリティカルレスポンス |
| シーズン | シーズン | Rotten Tomatoes        | メタクリティック       |
| -------- | -------- | ---------------------- | ---------------------- |
|          | 1        | 92％（26レビュー）     | 82（8レビュー）        |

ミニシアター「アミューあつぎ映画.comシネマ」の元支配人である杉本穂高は、リアルサウンドに寄せた記事の中で、「　ビジュアルの変容とともに多義的な解釈も存分に可能な作品で、いかなる意味にも固定されないという点で、エイゼンシュタインが語った本来的な意味における原形質性を持った作品と言えるだろう。」と述べ、「[前略]壮大な宇宙と生命の神秘の一部に我々自身も含まれるのだという変性意識を叩き込む驚異的な作品だ。」とも話している
映画批評家の宮台真司はミュージシャンダースレイダーとの対話の中で、本作の最終回の内容はシリーズの終わりにふさわしいと評価しており、第2シーズンがあったら不自然になるだろうと述べている。宮台はインタビューの内容が映像と必ずしもかみ合っているとは限らない点が天才的だと評価し、1960年代のサイケデリックにおける「パラレルな体験」が前面に出ていると指摘している。